# Krzysztof Szkucik
Krzysztof Stefan Szkucik – polski weterynarz, profesor dr hab. nauk weterynaryjnych, kierownik Katedry Higieny Żywności Zwierzęcego Pochodzenia Wydziału Medycyny Weterynaryjnej Uniwersytetu Przyrodniczego w Lublinie.

## Życiorys
Urodził się 1 maja 1952 r. w Czechowicach-Dziedzicach. W 1977 ukończył studia weterynaryjne w Akademii Rolniczej w Lublinie, 25 września 1985 obronił pracę doktorską, 19 grudnia 1996 habilitował się na podstawie pracy zatytułowanej Różnicowanie i obiektywizacja stopnia wykrawiania jako podstawa oceny sanitarno-weterynaryjnej zwierząt rzeźnych. 18 października 2012 uzyskał tytuł profesora nauk weterynaryjnych. Awansował na stanowisko profesora w Katedrze Higieny Żywności Zwierzęcego Pochodzenia na Wydziale Medycyny Weterynaryjnej Uniwersytetu Przyrodniczego w Lublinie, którą kierował w latach 2010-2022.
Jest przewodniczącym II Wydziału Nauk Biologicznych Lubelskiego Towarzystwa Naukowego, sekretarzem Komisji Rolnictwa i Weterynarii w Oddziale  Polskiej Akademii Nauk w Lublinie, oraz członkiem zarządu Lubelskiego Towarzystwa Naukowego. W 2015 r. wyróżniony przez LTN tytułem Zasłużony dla lubelskiego środowiska Naukowego "Pro Societate Scientiarum et Litterarum Lublinensi Merito".
Od 1978 r. jest członkiem Polskiego Towarzystwa Nauk Weterynaryjnych. W latach 2000–2009 przewodniczący lubelskiego oddziału PTNW. W latach 2016–2020 przewodniczący Sekcji Higieny Produktów Pochodzenia Zwierzęcego tego Towarzystwa. Wyróżniony honorową odznaką Zasłużony dla Polskiego Towarzystwa Nauk Weterynaryjnych (1992), a w roku 2016 wyróżnieniem honorowym "Resolutio pro Laude".
Od 1990 r. sekretarz administracyjny, następnie redaktor, a od 2020 r. Redaktor naczelny miesięcznika "Medycyna Weterynaryjna". 
W latach 2013–2022 redaktor naczelny Wydawnictwa Uniwersytetu Przyrodniczego w Lublinie.
Za działalność społeczną na rzecz środowisk szkolnych wyróżniony w 1998 r. przez Min. Edukacji Narodowej honorową odznaką Za Zasługi dla Oświaty. W roku 2005 został odznaczony Srebrnym Krzyżem Zasługi, a w 2008 r. Złotym Medalem za Długoletnią Służbę. W 2011 r. został uhonorowany Medalem Komisji Edukacji Narodowej, a w 2014 odznaką honorową Zasłużony dla Rolnictwa. W roku 2019 został odznaczony przez Prezydenta m. Lublin Medalem Unii Lubelskiej.